# Unterseeboot 296
Le Unterseeboot 296 (ou U-296) est un sous-marin allemand (U-Boot) de type VII.C/41 utilisé par la Kriegsmarine (marine de guerre allemande) pendant la Seconde Guerre mondiale.

## Historique
Mis en service le 3 novembre 1943, l'Unterseeboot 296 reçoit sa formation de base à Danzig en Pologne au sein de la 8. Unterseebootsflottille jusqu'au 31 juillet 1944, puis l'U-296 rejoint sa formation de combat au sein de la 11. Unterseebootsflottille à la base sous-marine de Brest en France. Le 1er octobre 1944, il rejoint la 11. Unterseebootsflottille à Bergen en Norvège.
L'U-296 effectue trois patrouilles, toutes sous les ordres de l'Oberleutnant zur See, puis Kapitänleutnant Karl-Heinz Rasch, dans lesquelles il ne coule, ni n'endommage de navire ennemi au cours de ses 110 jours en mer.
En vue de la préparation à sa première patrouille, l'U-296 quitte le port de Kiel sous les ordres de l'Oberleutnant zur See Günter Wieboldt le 29 juillet 1944 et rejoint Horten en Norvège, trois jours plus tard, le  31 juillet 1944. Puis, le 4 août 1944, il quitte Horten pour rejoindre, trois jours plus tard, la base de Bergen le 6 août 1944.
Il réalise sa première patrouille en quittant Bergen  le 16 août 1944. En quarante-cinq jours, il arrive à Trondheim le 29 septembre 1944.
Sa deuxième patrouille, du 4 novembre au 25 décembre 1944, amène l'U-296 de Trondheim à Stavanger sans plus de succès que sa première patrouille.
Pour sa troisième patrouille, il appareille du port de Bergen le 28 février 1945 toujours sous les ordres de Karl-Heinz Rasch, nouvellement promu au grade de Kapitänleutnant. Après treize jours en mer, l'U-296 est porté disparu le 12 mars 1945 aux abords du Nord de la Manche à la position géographique approximative  de 55° 30′ N, 7° 00′ O. Il est possible qu'il ait touché une mine dans le champ de mines T1 ou T21. 
Les quarante-deux membres d'équipage meurent dans cette disparition.

## Affectations successives
- 8. Unterseebootsflottille à Danzig du 3 novembre 1943 au 31 juillet 1944 (entrainement)
- 9. Unterseebootsflottille à Brest du 1er août au 30 septembre 1944 (service actif)
- 11. Unterseebootsflottille à Bergen du 1er octobre 1944 au 12 mars 1945 (service actif)

## Commandement
- Oberleutnant zur See, puis Kapitänleutnant Karl-Heinz Rasch du 3 novembre 1943 au 12 mars 1945

## Patrouilles
|       | Commandant             | Départ          | Départ    | Arrivée           | Arrivée   | Jours     | Succès |
| ----- | ---------------------- | --------------- | --------- | ----------------- | --------- | --------- | ------ |
|       | Oblt. Karl-Heinz Rasch | 29 juillet 1944 | Kiel      | 31 juillet 1944   | Horten    | 3 jours   |        |
|       | Oblt. Karl-Heinz Rasch | 4 août 1944     | Horten    | 6 août 1944       | Bergen    | 3 jours   |        |
| 1     | Oblt. Karl-Heinz Rasch | 16 août 1944    | Bergen    | 29 septembre 1944 | Trondheim | 45 jours  |        |
| 2     | Oblt. Karl-Heinz Rasch | 4 novembre 1944 | Trondheim | 25 décembre 1944  | Stavanger | 52 jours  |        |
|       | Kptl. Karl-Heinz Rasch | 26 janvier 1945 | Stavanger | 27 janvier 1945   | Bergen    | 2 jours   |        |
| 3     | Kptl. Karl-Heinz Rasch | 28 février 1945 | Bergen    | 12 mars 1945      | Coulé     | 13 jours  |        |
| Total | Total                  | Total           | Total     | Total             | Total     | 118 jours | 0 t    |

Note : Oblt. = Oberleutnant zur See - Kplt. Kapitänleutnant

### Opérations Wolfpack
L'U-296 n'a pasopéré avec les Wolfpacks (meute de loups) durant sa carrière opérationnelle.

## Navires coulés
L'Unterseeboot 296 n'a ni coulé, ni endommagé de navire ennemi au cours des 3 patrouilles (110 jours en mer) qu'il effectua.

### Source et bibliographie
- (en) Cet article est partiellement ou en totalité issu de l’article de Wikipédia en anglais intitulé « German submarine U-296 » (voir la liste des auteurs).
- Chris Bishop, historien militaire (trad. de l'anglais par Christian Muguet), Les sous-marins de la Kriegsmarine : 1939-1945 : le guide d'identification des sous-marins [« The spellmount submarine identification guide : Kriegsmarine U-boats 1939-1945 »], Paris, Éd. de Lodi, 2008, 192 p. (ISBN 978-2-84690-327-1, OCLC 470721805, BNF 41298980)